# Forældre (film fra 2007)
 For alternative betydninger, se Forældre (flertydig). (Se også artikler, som begynder med Forældre)
Forældre er en islandsk film fra 2007 og er instrueret af Ragnar Bragason.. Forældre vandt fem Edda Awards i 2007.

## Medvirkende
- Edda Arnljótsdóttir som Mor
- Reine Brynolfsson som Johann
- Nína Dögg Filippusdóttir som Sygeplejerske
- Brian Fitzgibbon som John
- Gísli Örn Garðarsson som Gardar
- Þröstur Leó Gunnarsson som Addi
- Gunnar Hansson som Bjarni
- Jóna Guðrún Jónsdóttir som Erna
- Víkingur Kristjánsson som Einar Birgir
- Nanna Kristín Magnúsdóttir som Katrin Rós